# 와인스틴 효과

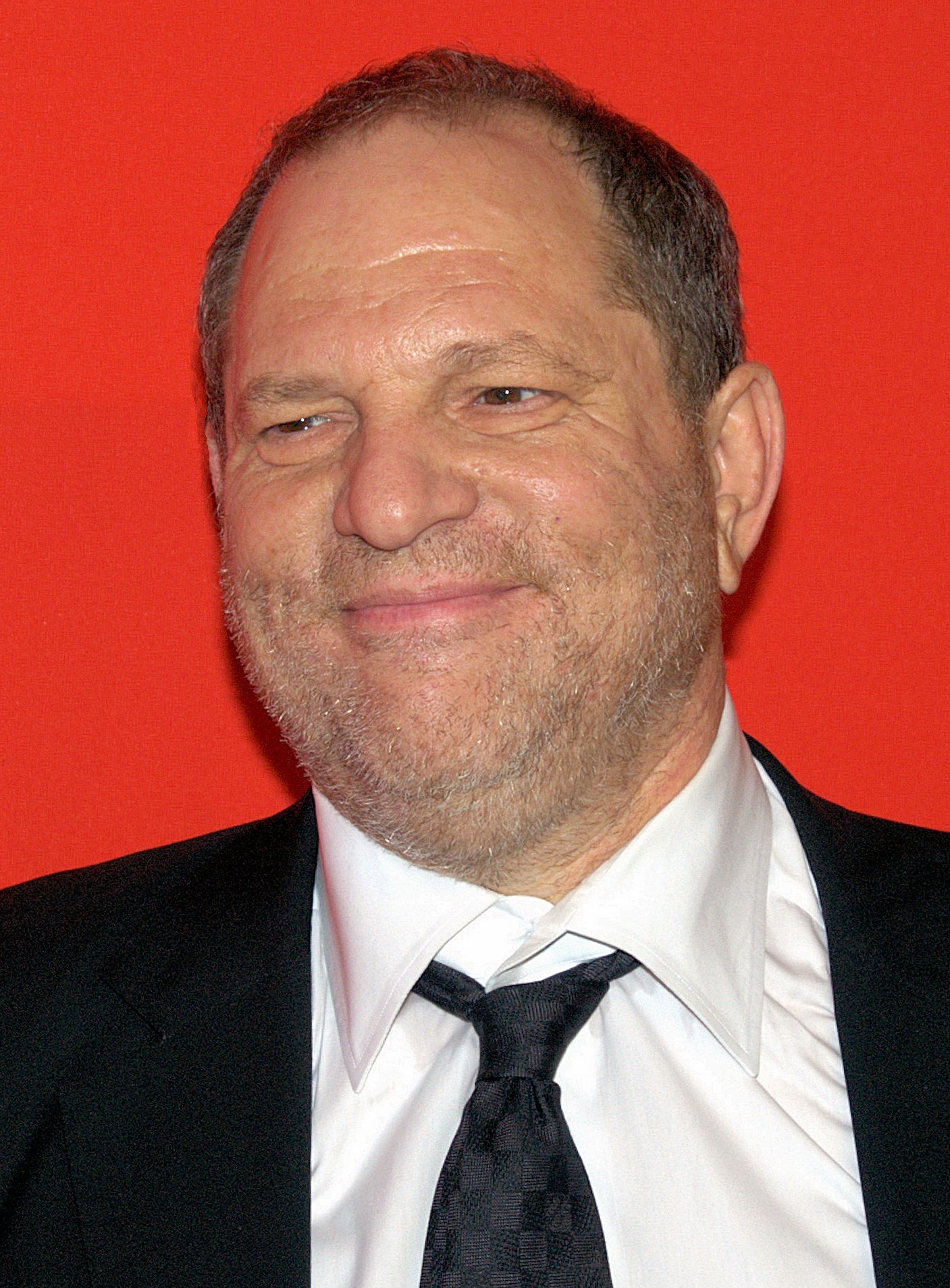
성적 부정행위 혐의로 유죄 판결을 받은 프로듀서 하비 와인스틴 (2010년)

와인스틴 효과(영어: Weinstein effect)는 유명인이나 권력 있는 인물들이 명성 때문에 대부분의 처벌을 받지 않을 것이라고 생각했던 사람들이 나중에 성적 학대, 괴롭힘, 부정 행위로 비난받는 일련의 효과다. 와인스틴 효과라는 용어는 2017년 10월, 언론 매체들이 영화 제작자 하비 와인스틴이 저지른 성적 학대 혐의에 대해 보도하기 시작하면서 사용되었다.
이 효과는 미투 운동과 밀접하게 관련되어 있으며 운동의 성장에 기여했다.

## 역사

### 배경
2016년 7월, 폭스 뉴스 진행자 그레천 칼슨은 방송국 회장 로저 에일스를 상대로 소송을 제기했다. 이 소송으로 에일스는 해임되었고, 기자들은 와인스틴의 행위와 정치 평론가 빌 오라일리에 대한 루머를 추적하게 되었다. 유사한 폭로와 소송으로 오라일리는 2017년 4월 해고되었다. 에일스(2017년 5월 사망)와 오라일리는 모두 어떠한 불법 행위도 부인했다.
2017년 10월 5일, 뉴욕 타임스는 영화 제작자 하비 와인스틴을 상대로 수십 년간 성추행 혐의가 제기된 사건을 처음으로 보도했다. 2017년 10월 10일, 언론인 로넌 패로는 와인스틴이 13명을 성폭행 또는 희롱하고 3명의 여성을 강간했다는 추가 주장을 보도했다.
그는 즉시 와인스틴 컴퍼니에서 해고되었고, 영화 예술 과학 아카데미(AMPAS)를 비롯한 여러 전문 협회에서 제명되었다. 와인스틴은 유명인 성희롱 사건에서 흔히 볼 수 있듯이, 언론이 해당 사건을 보도하기 전에 비밀리에 합의한 금전적 합의와 비밀 유지 계약을 통해 이러한 사건을 은폐했다. 80명이 넘는 고소인들이 그를 상대로 나섰는데, 그중에는 유명 여배우들도 많이 포함되었다.